# Tumerepedes
Tumerepedes là một chi bướm ngày thuộc họ Lycaenidae.